# بينا راي
ولدت 4 يونيو 1931 توفيت 6 ديسمبر 2009 ممثلة هندية شهيرة خاصة في زمن الأبيض والأسود عرفت في ادوارها الكلاسيكية مثل أنار كلي (1953)، تاج محل (1963). اعتزلت التمثيل 1991. قامت في 21 فلم خلال 40 عام.

## حياتها
بينا راي كما ولدت أشاد كريشنا سارين من لكنو، أتار براديش. [2] عاش بينا راي في كانبور حتى انها خرجت عن التمثيل. كان عليها أن تقنع والديها للسماح لها بالعمل في الأفلام، وأنها ادعت أنها ذهبت في إضراب عن الطعام من أجل إقناعها الاعتراض الآباء السماح لها الانضمام الأفلام، وأنها رضخت في نهاية المطاف.

## وفاتها
توفي بينا راي على 6 ديسمبر 2009، وذلك بعد توقف القلب. وقد نجا عليها من قبل ابنيها، بريم كيشن وكايلاش (مونتي)، والأحفاد سيدهارث وAkansha. كان بريم كيشن مهنة طلقة المدى كلاعب الفيلم قبل أن تتحول إلى السينما والإنتاج التلفزيوني، Cinevistaas المحدودة. حفيده، سيدارت مالهوترا هو المخرج، الذي قدم أول ظهور له مع دارما للإنتاج ونحن أسرة (2010). حيث توفيت عن 78 عام.

## جوائزها
أفضل ممثلة فلم فير 1961

## روابط خارجية
- بينا راي على موقع IMDb (الإنجليزية)
- بينا راي على موقع أول موفي (الإنجليزية)
- بينا راي على موقع قاعدة بيانات الفيلم (الإنجليزية)